# Bojna ladja razreda Iowa
Iowa je razred štirih bojnih ladij Ameriške mornarice iz obdobja 2. svetovne vojne. Razred je poimenovan po ameriški zvezni državi Iowa. Večji bojni ladji sta bili samo dve japonski ladji razreda Yamato. Med 2. svetovno vojno so se uporabljale na Pacifiškem teatru proti Japonski, Iowa je sicer služila tudi v Atlantskem oceanu. Ladje so bile zaradi strateških razlogov zasnovane tako, da so lahko prečkal Panamski prekop. Planirali so šest ladij, 2 so pozneje preklicali. Dokončno so jih upokojili leta 1990.
Glavna oborožitev je bila 9 topov 16"/50 caliber Mark 7, ki so lahko izstreljevali 2700 lb (1200 kg) projektil največ 37 kilometrov daleč (20 navtičnih milj). Po 2. svetovni vojni so namestili tudi lanserje za manevrirne rakete Tomahawk.
Imela je 8 parnih kotlov, ki so poganjali 4 parne turbine s skupno močjo 212000 KM (158000 kW). Imela je štiri propelerje. Doseg pri hitrosti 15 vozlov (28 km/h) je bil 24000 kilometrov.
Na krovu so imele tudi manjša letala in pozneje helikopterje. 

## Ladje razred Iowa
- USS Iowa (BB-61)
- USS New Jersey (BB-62)
- USS Missouri (BB-63)
- USS Wisconsin (BB-64)

## Specifikacije
- Izpodriv: 45000 ton, največ 58000 ton
- Dolžina: 887 ft 3 in (270,43 m)
- Širina: 108 ft 2 in (32,97 m)
- Ugrez: 37 ft 2 in (11,33 m)
- Hitrost: 33 vozlov (38 mph; 61 km/h)
- Posadka:  2637 in 151 oficirjev

- Oborožitev (1943)
- 9 × 16 in (406 mm)/50 cal Mark 7 topovi
- 20 × 5 in (127.0 mm)/38 cal Mark 12 topovi
- 80 × 40 mm/56 cal protiletalski topovi
- 49 × 20 mm/70 cal protiletalski topovi

- Oborožitev (1984)
- 9 × 16 in (406 mm)/50 cal Mark 7 guns
- 12 × 5 in (127.0 mm)/38 cal Mark 12 guns
- 32 × BGM-109 Tomahawk manevrirna raketa
- 16 × RGM-84 Harpoon protiladijska raketa
- 4 × 20 mm/76 cal Phalanx CIWS